# Khánh Huệ
Khánh Huệ (tiếng Mãn: ᡴᡳᠩᡥᡠᡳ, Möllendorff: Kinghui, phồn thể: 慶惠, giản thể: 庆惠; 23 tháng 11 năm 1819 - 2 tháng 9 năm 1861) là một hoàng thân của nhà Thanh trong lịch sử Trung Quốc, người thừa kế 1 trong 12 tước vị Thiết mạo tử vương.

## Cuộc đời
Khánh Huệ sinh vào giờ Dần, ngày 6 tháng 10 (âm lịch) năm Gia Khánh thứ 24 (1819), trong gia tộc Ái Tân Giác La. Ông là con trai trưởng của Khắc Cần Khác Quận vương Thừa Thạc, mẹ ông là Đích Phúc tấn Nữu Hỗ Lộc thị (鈕祜祿氏). Năm Đạo Quang thứ 18 (1838), tháng 12, ông được phong làm Tam đẳng Thị vệ.
Năm thứ 20 (1840), tháng 2, phụ thân ông qua đời, ông được thế tập tước vị Khắc Cần Quận vương đời thứ 14. Năm thứ 22 (1842), tháng 12, trở thành Tổng tộc trưởng của Chính Hồng kỳ. Năm Hàm Phong thứ 8 (1858), tháng 5, nhậm chức Đô thống Mông Cổ Tương Bạch kỳ. Tháng 7 cùng năm, điều làm Đô thống Mãn Châu Chính Bạch kỳ. Đến tháng 10, lại nhậm chức Đô thống Hán quân Chính Hoàng kỳ. Năm thứ 10 (1860), tháng 2, lại điều làm Đô thống Mãn Châu Chính Lam kỳ.
Khi Hàm Phong Đế đến Nhiệt Hà để tránh nóng, thực chất là chạy trốn liên quân Anh - Pháp, ông được mệnh ở lại kinh sư làm việc. Liên quân Anh - Pháp đốt phá Viên Minh viên, ông thượng tấu thỉnh cầu Cung Thân vương Dịch Hân vào kinh để nghị hòa với liên quân. Năm thứ 11 (1861), ngày 28 tháng 7 (âm lịch), giờ Hợi, ông qua đời, thọ 43 tuổi, được truy thụy Khắc Cần Kính Quận vương (克勤敬郡王).

## Gia quyến

### Thê thiếp
- Nguyên phối: Bá La Đặc thị (伯羅特氏), con gái của Nhất đẳng Thành Dũng công Dụ Hằng (裕恒).
- Kế thất: Bá La Đặc thị (伯羅特氏), em gái của Nguyên phối.
- Trắc Phúc tấn:
  - Dương Giai thị (楊佳氏), con gái của Kính Đức (敬德).
  - Ngô Giai thị (吳佳氏), con gái của Quảng Lượng (广亮).
- Tiểu thiếp:
  - Trần Giai thị (陳佳氏), con gái của Thanh Lâm (青林).
  - Tư Giai thị (司佳氏), con gái của Đức Lộc (德禄).

### Con trai
1. Tấn Kỳ (晉祺; 1846 – 1900), mẹ là Trắc Phúc tấn Ngô Giai thị. Năm 1861 được thế tập tước vị Khắc Cần Quận vương. Sau khi qua đời được truy thụy Khắc Cần Thành Quận vương (克勤誠郡王). Có tám con trai.
2. Duyên Kỳ (延祺, 1846 – 1897), mẹ là Trắc Phúc tấn Dương Giai thị. Được phong làm Tam đẳng Trấn quốc Tướng quân (三等鎮國將軍). Có ba con trai.
3. Hữu Kỳ (佑祺, 1849 – 1876), mẹ là Trắc Phúc tấn Trần Giai thị. Được phong làm Tam đẳng Trấn quốc Tướng quân (三等鎮國將軍). Vô tự.
4. Linh Kỳ (齡祺, 1852 – 1900), mẹ là Trắc Phúc tấn Tư Giai thị. Được phong làm Phụng quốc Tướng quân (奉國將軍). Có hai con trai.
5. Tông Kỳ (宗祺, 1853 – 1883), mẹ là Trắc Phúc tấn Tư Giai thị. Được ban thưởng mũ mão Nhị phẩm. Vô tự.
6. Sùng Kỳ (崇祺, 1857 – 1857), mẹ là Trắc Phúc tấn Trần Giai thị. Chết yểu.
7. Tăng Kỳ (增祺, 1858 - ?), mẹ là Trắc Phúc tấn Trần Giai thị. Được phong làm Phụng quốc Tướng quân (奉國將軍).